# Xuecheng

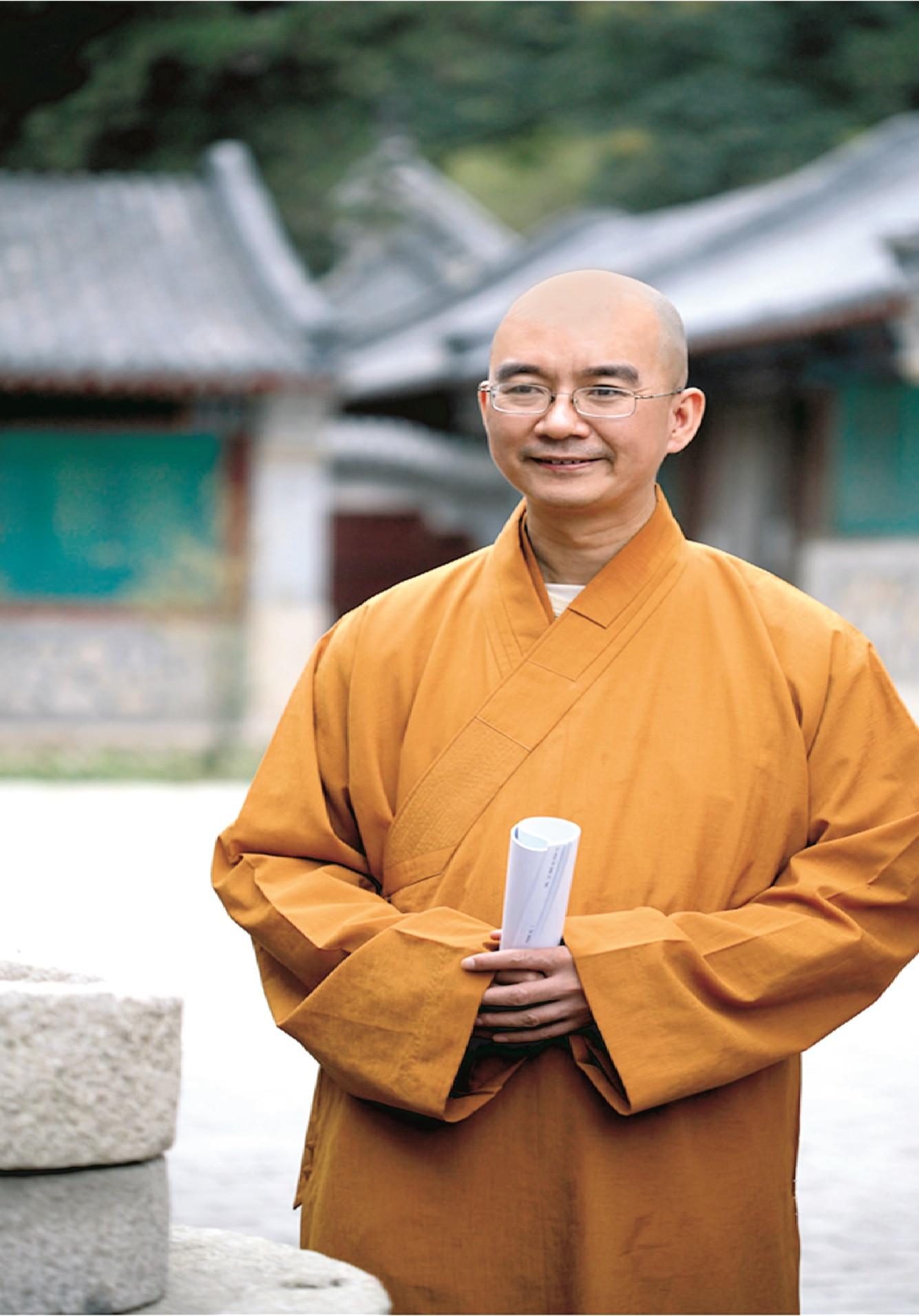
Xuecheng

Maestrul Xuecheng s-a născut în localitatea Xianyou, Provincia Fujian în anul 1966. A început viața sa monastică în Mănăstirea Guanghua, localitatea Putian, Provincia Fujian în anul 1982 și mai târziu a primit hirotonisisrea (inițierea) de la Maestrul Dinghai. După aceasta, l-a urmat pe Maestrul Yuanzhuo pentru a învăța despre budism. În 1991, a obținut o diplomă de master în cadrul Academiei Budiste din China. În 2007, i s-a acordat titlul de doctor în domeniul administrării educaționale de la Mahachulalongkornrajavidyalaya Universitatea Thailandei. În 2010, a primit Premiul de Aur AtishDipankar și Visuddhananda din Bangladesh. În 2011, a obținut diploma de doctorat  Tripitaka Mahapandit de la   SanghaCouncil of All India Bhikkhu Maha Sangha.
Maestrul Xuecheng este în prezent Președintele Asociației Budismului din China(ABC), Președintele Academiei Budiste din  China, Director adjunct al Comitetului de Îndrumare al Lucrărilor academice ale Budismului tibetan, editor șef la Vocea  Dharmei, ziarul   Asociației Budiste din China, stareț al mănăstirilor Guanghua (Putian, Fujian), Famen (Fufeng, Shaanxi) și Longquan (Beijing), secretar-general al Comitetului de religie și pace al Chinei, Vicepreședinte al Institutului pentru Științe Umaniste Avansate și Religie la Universitatea Normală din Beijing, membru în Comitetul Național Permanent al poporului chinez, consultant politic, vicepreședinte al Federațiilor de Tineret din China.
Cu o minte deschisă și măreață, Maestrul Xuechng susține cu entuziasm integrarea limbilor familiare ale budismului și promovarea celor 8 secte ale budismului han, făcând eforturi să construiască o învățare modernă și un sistem de practicare al limbii chineze pentru budism.
El a adus și a implementat o învățare a budismului și un principiu practic în care “mănăstirea devine academică, academicul devine monastic, învățatul și practica se integreaza și managementul (conducerea) devine științific” și pune mai înainte ideea construirii budismului cu “credința că rădăcina, eliberarea de existența ciclică ca scop, educația ca un scop și cultura ca o legătura”. El pledează pentru integrarea doctrinei budiste tradiționale, precepte budiste noi și vechi, reglementări stricte și un sistem modern de management, talentele naturale ale călugărilor și  laicitate pentru a propulsa budismul cu scopul de a servi societății în general și  pentru a răspândi cultura tradițională chineză în lume. Dorește astfel să promoveze construcția unui budism specific chinez cu rol de socializare și globalizare care să evidențieze rolurile sale în beneficiul lumii și al oamenilor. Maestrul Xuecheng a fost invitat des la universități mari, la organizații guvernamentale și forumuri de nivel înalt să livreze prelegeri academice care să conducă la schimburi culturale, activând cultura ortodoxă, budistă, ca să pătrundă în societatea umană pentru a lumina mintea oamenilor.
Venerabilul maestru pledează pentru purificarea minții prin “practica cu sârguință a poruncilor, concentrare și înțelepciune, eliminând lăcomia, furia și ignoranța”, facilitând astfel formarea unei noi civilizații umane care provine din interiorul inimii si care poate fi pusă în practică în societate, cu ajutorul “Culturii Minții” ca și ghid, pentru a stabili un tărâm al păcii pure pe pământ.Venerabilul Maestru adesea spune “Viitorul budismului constă în efortul tuturor”. Începe cu tine, începe de acum, din această clipă să îi ajuți pe altii; acesta este adevăratul înțeles (rost) al vieții. ”